# LS 5039
LS 5039 – masywny podwójny układ rentgenowski znajdujący się w gwiazdozbiorze Tarczy. LS 5039 zawiera gwiazdę ciągu głównego typu widmowego O oraz obiekt zwarty. Układ należy do klasy źródeł stałych i jest jednym z trzech znanych Galaktycznych układów podwójnych emitujących wysokoenergetyczne promieniowanie gamma (dwa pozostałe to LS I +61 303 i PSR B1259-63). Jest zaliczany do mikrokwazarów. Obiekt zwarty emituje dżet o rozmiarach kilkuset jednostek astronomicznych, poruszający się z prędkością ponad 15% prędkości światła w próżni, oszacowaną dzięki obserwacjom radiowym z VLA i VLBA.
Obiekt został odkryty przez satelitę ROSAT. Składniki układu obiegają się wzajemnie z okresem około 4 dni, po orbicie ekscentrycznej o mimośrodzie e=0,35. Odległość do obiektu to około 2,9 kpc.
Natura obiektu zwartego nie jest pewna, prawdopodobnie jest to gwiazda neutronowa o dosyć dużej masie, 1,8 masy Słońca. Akreuje ona materię z wiatru gwiazdowego towarzysza. Wysokoenergetyczna emisja gamma z tego obiektu, zarejestrowana przez teleskop HESS, powstaje wskutek rozpraszania komptonowskiego światła gwiazdy towarzyszącej na elektronach przyspieszanych przez rotującą gwiazdę neutronową (scenariusz wiatru pulsarowego) lub też w dżecie przyspieszanym wskutek akrecji (scenariusz mikrokwazara).